# Dušan Vančura
Dušan Vančura (9. prosince 1937 Užhorod – 16. dubna 2020 Jindřichův Hradec) byl český zpěvák, kontrabasista, textař, hudební aranžér a překladatel, původním občanským povoláním inženýr-elektrotechnik.

## Život
Narodil se v Užhorodě, dětství prožil v Dačicích, kde jeho otec soudce dostal po nuceném odchodu z Užhorodu (důsledek Mnichovské dohody) místo, a v Pelhřimově. Ještě v Dačicích začal chodit na hodiny klavíru, a pokračoval i v Pelhřimově (prof. V. Nouza a prof. Emil Snížek). Jako gymnazista v Pelhřimově také složil své první písničky a oblíbil si symfonickou hudbu.
Jako inženýr elektrotechnik 25 let pracoval ve výzkumu počítačů. V letech 1955–1982 byl členem Vysokoškolského uměleckého souboru (VUS). Ve studiu klavíru pokračoval soukromě u profesora pražské konzervatoře Oldřicha Kredby. V mládí hrával závodně tenis.
V roce 1962 založil v rámci VUS vokální skupinu Antikvartet, která byla studentskou recesí na vznikající Spirituál kvartet (později Spirituál kvintet). Dalšími členy Antikvartetu byli Oldřich Ortinský, Vlastimil Marhoul a Rudolf Vespalec. Antikvartet fungoval do roku 1964, kdy Vančura s Ortinským začali hostovat ve Spirituál kvintetu. Jeho stálým členem se stal v roce 1969 a působil v něm až do své smrti. Krátce také působil ve skupině Brontosauři.
Roku 1998 se natrvalo usadil v Mirochově, kde žil s manželkou Zuzanou a dvěma syny (Dušan – 2001 a Petr – 2002). V Chlumu u Třeboně vedl dětský sbor Sejkorky; pro tento sbor napsal do roku 2013 dvacet textů písní, včetně vlastních překladů. Se svou ženou Zuzanou, Magdalenou Jungwirthovou a Štěpánem Štruplem obnovil svůj vokální soubor Antikvartet, který zpívá mimo jiné i některé staré písničky Spirituál kvintetu.
Dva Vančurovy texty Lítáte v tom a Rozpomínání zhudebnil Jiří Pavlica a s Hradišťanem je nahrál na album Vteřiny křehké (2014).
Dušan Vančura zemřel 16. dubna 2020 na zánět zubu. V souvislosti s probíhající pandemií covidu-19 raději nešel k lékaři a zánět se mu nakonec rozšířil, což vedlo k sepsi organismu, na kterou zemřel.

## Filmografie
- 2000 Jabloňová panna – napsal text písně k filmu[6]